# Mookervaart
Mookervaart är en kanal i Indonesien. Den ligger i den västra delen av landet, 18 km väster om huvudstaden Jakarta.